# تست (فیلم ۲۰۱۳)
«تست» (انگلیسی: Test (film)) یک فیلم است که در سال ۲۰۱۳ منتشر شد.